# Novamundoniscus gracilis
Novamundoniscus gracilis is een pissebed uit de familie Dubioniscidae. De wetenschappelijke naam van de soort is voor het eerst geldig gepubliceerd in 2003 door Lopes & Araujo.